# Rodd Island
Rodd Island è un'isola che si trova in un'ansa del fiume Parramatta nella parte occidentale del porto di Sydney (Port Jackson), nel Nuovo Galles del Sud, in Australia. L'isola è disabitata e fa parte del Sydney Harbour National Park
Rodd Island, che ha un'area di 0,67 ettari, è situata tra i sobborghi di Drummoyne, Russell Lea, Rodd Point, Haberfield and Leichhardt. Si trova a sud-ovest di Snapper Island.

## Storia
L'isola ha avuto diversi altri nomi nella sua storia: Rabbit Island, Rhode Island, Snake Island e Jack Island. Il clan Wangal del popolo Eora aveva a lungo usato l'isola come area di raccolta di cibo.
Nel 1842 l'avvocato e proprietario terriero Brent Clement Rodd tentò di reclamarlo per uso ricreativo della sua famiglia, ma non riuscì mai a convincere il governo a vendergliela. L'isola porta il suo nome.
Dopo il 1887 e fino al 1894, Rodd Island fu sede di un laboratorio scientifico di indagine sulla virologia animale, alle cui ricerche partecipò il dott. Adrien Loir, nipote di Louis Pasteur.